# Glareola nordmanni

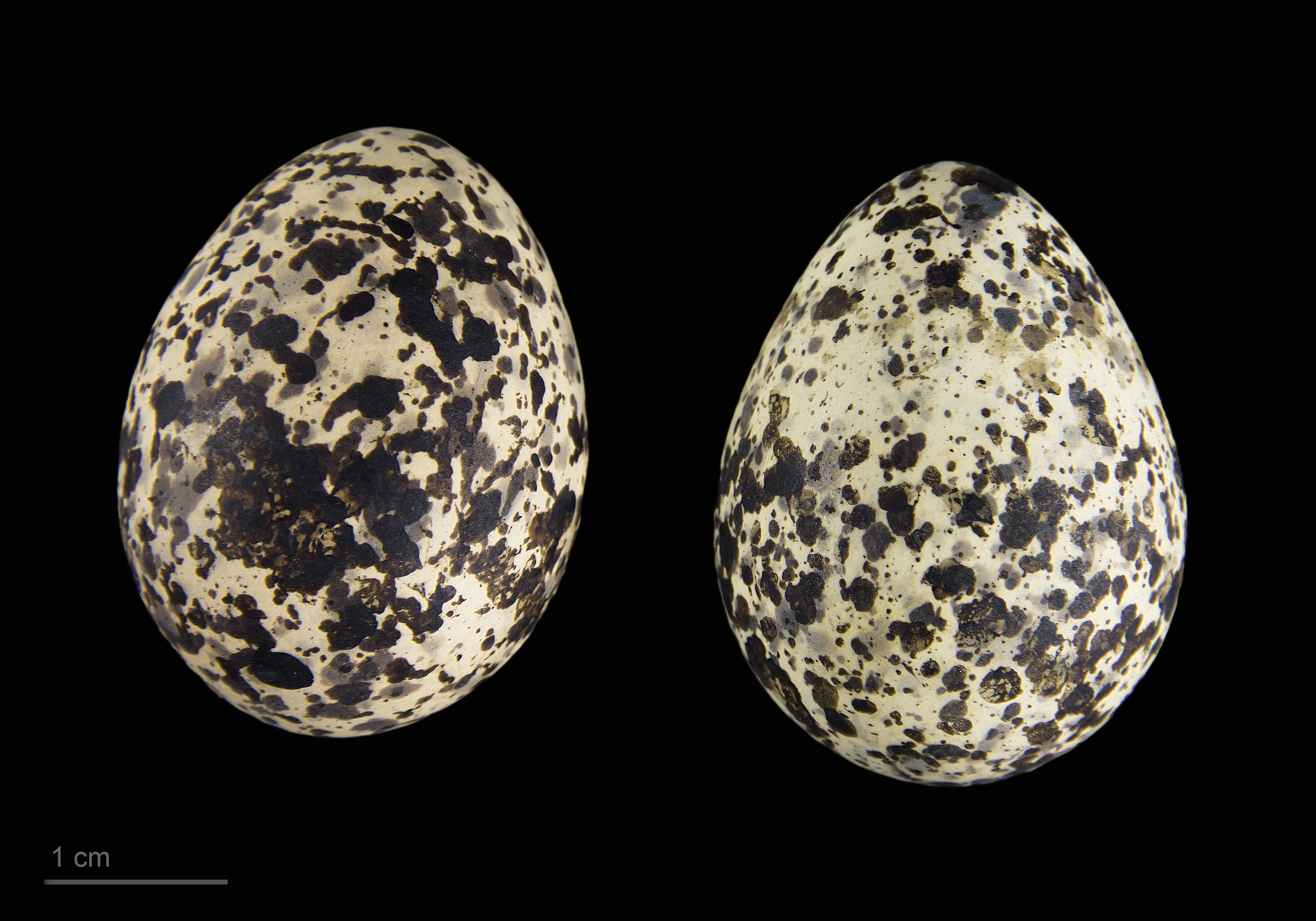
Glareola nordmanni

Glareola nordmanni là một loài chim trong họ Glareolidae.